# Сена Лодиджана
Сѐна Лодиджа̀на (на италиански: Senna Lodigiana, на западноломбардски: Sena, Сена) е село и община в Северна Италия, провинция Лоди, регион Ломбардия. Разположено е на 60 m надморска височина. Населението на общината е 2016 души (към 2012 г.).